# NGC 4001
NGC 4001 је галаксија у сазвежђу Велики медвед која се налази на NGC листи објеката дубоког неба.
Деклинација објекта је + 47° 20' 7" а ректасцензија 11h 58m 6,7s. Привидна величина (магнитуда) објекта NGC 4001 износи 15,3 а фотографска магнитуда 15,9. NGC 4001 је још познат и под ознакама MCG 8-22-47, CGCG 243-33, NPM1G +47.0214, PGC 37656.